# Như sương như mưa lại như gió
Như sương như mưa lại như gió hay có các tên khác là Thượng Hải ngày sương mù, Sóng gió Thượng Hải, Tình tựa gió sương là bộ phim truyền hình Trung Quốc phát sóng năm 2000 với sự tham gia của các diễn viên Châu Tấn và Trần Khôn, Lý Tiểu Nhiễm, Lục Nghị.

## Giới thiệu
Bộ phim lấy bối cảnh Thượng Hải những thập niên 1930, khi xã hội có sự phân cấp và nhiều chuyển biến do tác động từ phương Tây . Lúc này, thế lực nhà họ Đỗ thống trị phần lớn bến Thượng Hải. Nội dung phim là những mối quan hệ tình cảm phức tạp đan xen giữa các nhân vật qua nhiều giai đoạn và thay đổi, đọng lại một kết thúc buồn, chủ yếu là để minh họa cho những thứ tình yêu thực sự là khó có thể hiểu được, cũng như tiêu đề của bộ phim .
Bộ phim đã bị loại ra khỏi danh sách đánh giá ban đầu của Liên hoan phim Kim Ưng vào năm 2001 vì câu chuyện diễn ra trong những năm 30 cuối của thế kỷ trước, trong bối cảnh xã hội và lịch sử là người dân Trung Quốc đang đấu tranh cho chiến tranh mà nội dung lại "sương gió mưa", một nam một nữ lẩn trong "đào viên" tách rời xã hội để yêu, bị cho rằng không mang tính thực tế .

## Nội dung
Thượng Hải những năm thập niên 1930 là một xã hội đầy rẫy những biến động, bạo lực đẫm máu... do các tác động từ phương Tây. Lúc này thế lực của Đỗ Vân Hạc là lớn nhất, khủng bố nhất.
Trần Tử Khôn, một thanh niên học sửa chữa đồng hồ tại một tiệm đồng hồ có tiếng đem lòng yêu con gái của ông chủ, Phương Tử Nghi. Cứ tưởng chuyện tình tươi đẹp của họ sẽ kết thúc bằng một đám cưới ngọt ngào thì đúng lúc này một biến cố xảy ra, vì muốn cứu cha con An Kỳ trên một chuyến tàu nên Tử Khôn bị cảnh sát bắt giam.
Lý Anh Kỳ, một bác sĩ trạc tuổi Tử Khôn mới du học ở Anh về, đẹp trai, xuất thân con nhà giàu vì cảm kích hành động của Tử Khôn nên đã bảo lãnh để anh tại ngoại. Hai người trở thành bạn với nhau. Anh Kỳ gặp gỡ và ngay lập tức yêu Tử Nghi dù anh đã có hẹn ước với Lệ Quân, bạn thân nhất của Tử Nghi.Dù là ông trùm lớn nhất Thượng Hải nhưng Đỗ Vân Hạc lại có một nỗi day dứt là đứa con gái ông yêu quý nhất Đỗ Tâm Vũ lại bị bệnh tâm lý. Ngày còn nhỏ cô chứng kiến cha mình tra tấn rồi giết người nên cô sợ hãi mà phát bệnh, cô sống khép kín trong phòng riêng, không ra ngoài và cũng không nói chuyện với ai. Rồi định mệnh cũng đến khi cô gặp gỡ Tử Khôn trong lúc anh đến nhà sửa đồng hồ cho nhà mình, anh chất phác thật thà, lúc vui vẻ hoạt bát, khi lại điềm tĩnh chín chắn khiến cho cô bị thu hút. Dần dần cô cởi mở hơn, vui vẻ và nói chuyện nhiều hơn với mọi người, anh đã yêu cô nhưng càng gần Tâm Vũ, Tử Khôn càng không còn nhận ra mình nữa khi anh không biết phải làm gì khi anh vừa yêu Tâm Vũ lại vừa muốn cưới Tử Nghi. Quá bế tắc nên anh bỏ đi. Tâm Vũ lại trở về với căn bệnh của mình trước đây.Đỗ Vân Hạc biết nỗi mất mát trong lòng con gái nên ông đã bắt cóc Tử Khôn rồi đưa anh và Tâm Vũ về một rừng trúc tại nông thôn cách rất xa Thượng Hải. Lúc đầu Tử Khôn vô cùng căm tức vì cho rằng cha con Tâm Vũ lừa gạt mình nhưng sau đó anh nhận ra con người thật của Tâm Vũ nên anh ở lại cùng cô. Tại đây họ trải qua những ngày cơ cực nhưng vô cùng vui vẻ và hạnh phúc. Tử Khôn mất tích bí ẩn, Anh Kỳ lúc nào cũng bên cạnh an ủi rồi vẽ ra một thế giới phù phiếm xa hoa khiến cho Tử Nghi siêu lòng nên đã nhận lời cầu hôn của Anh Kỳ. Lệ Quân vô cùng căm giận nhưng vẫn tỏ ra vui vẻ, cô đề nghị ba người họ ở chung một nhà để cô có cơ hội trả tù Tử Nghi. Đến lúc này Tử Nghi mới biết con người thật của Anh Kỳ nên thất vọng bỏ đi. Anh Kỳ tìm đến Lệ Quân nhưng bị từ chối, anh lại tìm đến An Kỳ nhưng cũng bị cô từ chối. Tử Khôn và Tâm Vũ về lại Thượng Hải. Họ tổ chức đám cưới nhưng Tử Khôn lại đến muộn vì chuyện của Tử Nghi. Lúc này Tâm Vũ đã hiểu hết mọi chuyện, cô biết một người trọng tình trọng nghĩa như Tử Khôn sẽ không thể quên được người cũ nên cô lặng lẽ bỏ đi. Kết thúc phim là hình ảnh Tâm Vũ mặc áo cà sa, quét lá trong sân chùa, ngẩng mặt nhìn cánh diều bị đứt dây bay đi mất.

## Nhân vật
- Trần Tử Khôn (Trần Khôn): 21 tuổi, học việc tại tiệm sửa đồng hồ.
- Phương Tử Nghi (La Hải Quỳnh): 19 tuổi, con gái ông chủ tiệm sửa đồng hồ.
- Đỗ Tâm Vũ (Châu Tấn): 18 tuổi, con gái ông chủ Đỗ.
- Lý Anh Kỳ (Lục Nghị): 23 tuổi, bác sĩ du học Anh về.
- An Kỳ (Lý Tiểu Nhiễm): 22 tuổi, con gái riêng của Đỗ phu nhân.
- A Lai (Tôn Hồng Lôi): 23 tuổi, con nuôi - tay chân thân tín của ông chủ Đỗ.
- Đỗ phu nhân Ngô Sở Ngọc (Lưu Thuỵ Kỳ): 43 tuổi, phu nhân ông chủ Đỗ.
- Đỗ Vân Hạc (Khấu Thế Huân): 45 tuổi, ông trùm bến Thượng Hải.
- Phương Lệ Quân (Hứa Hoàn Huyễn): 19 tuổi, bạn học của Phương Tử Nghi, em họ Lý Anh Kỳ.
- Lão Tửu (Dương Siêu): 28 tuổi, bạn của Tử Khôn và Tử Nghi, bán cá ở chợ.
- Lý Vinh Sinh (Du Lạc Sinh): 50 tuổi, ông chủ ngân hàng, cha của Lý Anh Kỳ.